# Adam Seroczyński
Adam Dariusz Seroczyński (Olsztyn, 13 marzo 1974) è un canoista polacco.
Ha vinto una medaglia di bronzo alle Olimpiadi di Sydney 2000 nel K4 1000m.

## Palmarès
- Olimpiadi
  - Sydney 2000: bronzo nel K4 1000m.

- Mondiali

2002 - Siviglia: bronzo nel K1 1000m.
2006 - Seghedino: bronzo nel K2 1000m.
2007 - Duisburg: argento nel K2 1000m.